# Mlýny (Hrob)
Mlýny (německy Grundmühlen) je malá vesnice, část města Hrob v okrese Teplice. Nachází se asi 1,5 km na východ od Hrobu. V roce 2009 zde bylo evidováno 35 adres. V roce 2011 zde trvale žilo 126 obyvatel.
Mlýny je také název katastrálního území o rozloze 1,89 km2.

## Historie
Nejstarší písemná zmínka pochází z roku 1787.

## Obyvatelstvo
|                                                               | 1869 | 1880 | 1890 | 1900 | 1910 | 1921 | 1930 | 1950 | 1961 | 1970 | 1980 | 1991 | 2001 | 2011 |
| ------------------------------------------------------------- | ---- | ---- | ---- | ---- | ---- | ---- | ---- | ---- | ---- | ---- | ---- | ---- | ---- | ---- |
| Obyvatelé                                                     | 172  | 193  | 285  | 373  | 388  | 357  | 369  | 277  | 261  | 268  | 221  | 189  | 143  | 126  |
| Domy                                                          | 15   | 22   | 23   | 30   | 30   | 30   | 36   | 36   | .    | 26   | 24   | 24   | 24   | 25   |
| Počet domů z roku 1961 je zahrnut v domech místní části Hrob. |      |      |      |      |      |      |      |      |      |      |      |      |      |      |

## Pamětihodnosti
- Železniční most je kulturní památka Česka.[8]